# Ходжиков, Кулахмет Конгырходжаевич
Кулахмет Конгырходжаевич Ходжиков (каз. Құлахмет Қоңырқожаұлы Қожықов; 22 ноября 1914, Кызылорда — 22 августа 1986, Алма-Ата) — советский казахский художник театра и кино, график, сценарист. Заслуженный деятель искусств Казахской ССР (1966). Участник Великой Отечественной войны. Брат художника Ходжахмета Ходжикова (1910—1953).

## Биография
Родился в 22 ноября 1914 года Кызылорде (по другим данным в Туркестане). Происходит из рода хорасан-ходжа. Его отец Конгыр-Ходжа Ходжиков был учёным и просветителем, а мать Латипа Ходжикова — художником-костюмером.
Учился в Ташкентском институте хлопководства, где познакомился с писателем Г. Мусреповым и под его влиянием решил стать художником. Оставив учёбу в институте хлопководства, отправился в Санкт-Петербург, где в 1936 году окончил художественную студию при Большом театре (преподаватели В. М. Ходасевич, А. Г. Тышлер, М. В. Левин). В 1936—1938 годах служил в Красной Армии. С 1938 года в Алма-Ате. Был художником Казахского драматического театра; в 1938—1941 и 1942—1948 годах художник Центральной объединённой киностудии; в 1954—1969 годах на творческой работе, в 1970—1986 годах директор Республиканского музея прикладного искусства.
Основные работы Ходжиков: оформление спектаклей «Енлик — Кебек» М. Ауэзова, «Мстислав Удалой» И. Л. Ируга (1934), «Не всё коту масленица» А. Н. Островского (1940), «Абай» М. Ауэзова и Л. С. Соболева (1940) и других; кинофильмов — «Песнь о великане» (1942), «Под звуки домбры» (1943), «Песни Абая» (1945) и других; книг — Абая, М. Ауэзова, Т. Г. Шевченко, эпосов «Ер Таргын», «Кыз-Жибек» и других. Широко известны графические работы Xоджикова, посвящённые казахскому пейзажу: «Лес в клину» (1954), «Ели» (1960), «Джайляу Ушконыр» (1969) и другие. Автор научно-популярного фильма «Народные ремёсла казахов» (1958).